# Kurlovo
Kurlovo è una cittadina della Russia europea centrale (oblast' di Vladimir), compresa amministrativamente nel distretto di Gus'-Chrustal'nyj dal cui capoluogo dista 18 km in direzione sud.

## Società

### Evoluzione demografica
Fonte: mojgorod.ru
- 1989: 7.900
- 2000: 8.000
- 2007: 7.000